# Казна затвора

## Историјски развој казне лишења слободе
Лишење слободе као криминално-политичка мера, која се предузимала према одређеним лицама, има дугу историју. Ова мера се појављује још у време робовласничких држава, али тада она није имала карактер кривичне санкције. Задржавање у античким затворима је више служило као место где је осумничено или осуђено лице ишчекивало телесну казну, погубљење, или ослобођење. На превентивну функцију тадашњих затвора указује и познати римски правник Улпијан, који каже да „затвори треба да се користе само за притварање, а не за кажњавање“. У римском праву затвор се често користио и као принудна мера ради наплате дуга. Поред тога, казне лишења слободе су се састојале у депортацији на одређена острва и раду на јавним пословима. 
У средњем веку затвор још није имао карактер самосталне кривичне санкције. Постојало је три облика затварања:
- Превентивно, представљало је неку врсту судског истражног затвора и имало је за циљ чување осумњиченог или оптуженог до коначне пресуде.
- Дужничко затварање имало је исту улогу као и у римском праву, односно имало је за циљ да натера дужника да исплати новчану казну, глобу или дуг. Трајало је све до испуњења дужничке обавезе.
- Профилактичко: у затвор су упућиване социјално неадаптиране особе, као што су скитнице, просјаци, блудници, напуштена деца и сл.

Као кривична санкција у правом смислу, казна лишења слободе се појављује први пут у XIV веку, а правну самосталност добија крајем XVIII века увођењем у француски Code Penal из 1791. године, који је поред тога ограничио примену смртне и телесне казне, укинуо казну лишења слободе у доживотном трајању и прихватио систем апсолутно одређених казни. 
Што се тиче казне затвора у нашем правном систему, све до почетка XIV века нема никаквих трагова о примењивању те врсте казне. У старим српским повељама наилазимо на свега један случај спомињања „тамнице“, и то у Светостефанској христовуљи из 1313-1318. године. Члан 80. ове христовуље прописује тамницу од три месеца за себра који је истукао управника имања. Иста врста казне била је предвиђена у Душановом законику за калуђера који „збаци расе“ и за пијаницу који „задере, или капу коме скине, или другу срамоту учини, а не окрвави“. Тамница је била прописивана кумулативно са неком другом казном, најчешће телесном, и није се могла изрећи без цареве наредбе, што је било изричито прописано у члану 184. и члану 185. Душановог законика.
За време Првог српског устанка 1804-1813. године најчешће су биле употребљаване телесне казне. Међутим, постојале су и казне лишења слободе: апс, који се досуђивао за лакша кривична дела и био је кратког трајања, и затвор. Апс, такође, представљао је меру за обезбеђење наплате потраживања особе која је оштећена кривичним делом.
Доношењем Криминалног (Казнителног) законика за Књажество Србију из 1860. године биле су први пут прецизно одређене казне лишења слободе. То су робија, заточење, строги затвор и затвор. Робија се издржавала с оковом, који може бити лак (два килограма и 560 грама) или тежак (пет килограма и 120 грама), или без окова, и, као и заточење, повлачила за собом губитак грађанске части. 
Кривични законик Краљевине Југославије од 1929. године задржао је четири врсте казне лишења слободе. Робија је била прописана за злочинства. «Она је вечита или времена. Минимум је времене робије година дана, а максимум двадесет година. Робије је времена, ако у закону није изричито казано, да је вечита». Заточење било је прописано исто за злочинства, трајало је одређено време у распону од једне до двадесет година. При осуди на робију и заточење изрицао се губитак часних права. Што се тиче строгог затвора и затвора, ове казне биле су прописане за преступе, а по изреченој пресуди трајале су од седам дана до пет година. 
После доношења кривичног законика из 1951. године остало је само две врсте казне лишења слободе – строги затвор и затвор. Строги затвор је представљао тежу казну, прописивану за тежа кривична дела, са могућношћу изрицања у трајању од једне до петнаест година. Казна затвора се могла изрећи у трајању од три дана до три године и била је предвиђена за велики број лакших кривичних дела. У поступку извршења разлике су се сводиле на нешто већа права лица осуђених на казну затвора у погледу примања и слања писама, пријема пакета, посета и сл. Кривични Закон СРЈ прихватио је само једну казну лишења слободе – затвор, што је остало непроменљиво и у Кривичном законику Републике Србије.

## Казна лишења слободе у савременом законодавству
Затвор представља главну казну полазећи од уобичајене поделе на главне и споредне казне, односно казна затвора се може изрећи самостално, с тим што се уз њу може изрећи и споредна казна. 
Кривично законодавство Републике Србије одређује општи минимум и општи максимум казне затвора, односно најмању и највишу могућу меру казне, тј. њено трајање у члану 45. став 1. КЗ. Сврха прописивања општег минимума и општег максимума јесте пре свега да у оквиру њега код појединих кривичних дела пропише посебни минимум и посебни максимум, тј. општи минимум и општи максимум по правилу не примењују се непосредно. Међутим, код неких кривичних дела код којих је прописан само посебни минимум, или само посебни максимум, општи минимум и општи максимум примењују се непосредно. Трајање казне затвора поједина страна законодавства одређује различито. Према кривичном законику Републике Србије «казна затвора не може бити краћа од тридесет дана нити дужа од двадест година», али постоји законска могућност да се учиниоцу кривичних дела изрекне казна затвора у трајању од тридесет до четрдесет година за најтежа кривична дела или најтеже облике тешких кривичних дела (на пример, код тешког убиства из члана 114 КЗ). Ова казна се може прописати само уз казну затвора до двадесет година. Она се не може изрећи лицу које у време извршења кривичног дела није навршио двадесет једну годину живота. Казну затвора у трајању од тридесет до четрдесет година (у ранијем законодавству она је била прописана у фиксном трајању од четрдесет година) треба посматрати као посебан случај казне затвора која је уведена као замена за смртну казну. Зато се не може одмеравати и изрицати казна у распону између двадесет и тридесет година. Оне се не може одмеравати и изрицати у месецима, већ само на пуне године. Осим у случају казне затвора у трајању од тридесет до четрдесет година тежа казна од општег максимума се не може изрећи.
Раније важеће законодавство је предвиђало ту могућност у случају пооштравања казне код поврата и код стицаја кривичних дела, с тим што је код стицаја могла се изрећи казна и више од четрдесет година затвора.
Изрицање казне затвора и на дане, из више разлога, могуће је само код краткотрајних казни лишења слободе, док се код дужих казни она изриче на пуне године и месеце. КЗ као границу у том погледу одређује шест месеци затвора, тј. затвор се изриче на пуне године и месеце, а до шест месеци и на пуне дане (члан 45. став 2). 
Кривични законик више не садржи одредбу која се односи на извршење казне затвора. Ранију одредбу којом би било прописано да се затвор издржава у затвореним, полуотвореним или отвореним установама за издржавање казне садржи Закон о извршењу кривичних санкција, с тим што се осим три наведене установе (завода), предвиђа и издржавање казне у заводима затвореног типа са посебним обезбеђењем. 
Кривично законодавство Републике Србије предвиђа институт условног отпуста, односно, осуђеног који је издржао половину казне затвора суд може отпустити са издржавања казне под условом да до истека времена за које је изречена казна не учини ново кривично дело. Такође, потребно је да се осуђени у току издржавања казне тако поправио да се са основом може очекивати да ће се на слободи добро владати.